# Efecte
Efecte er en finsk softwareleverandør grundlagt i 1998. Virksomheden beskæftiger omkring 40 personer fordelt på fire lande: Finland, Danmark, Sverige, og Tyskland. Hovedkvarteret ligger i Espoo, Finland, og CEO er Sakari Suhonen. I 2011 havde Efecte en omsætning på 5,3 millioner euro.
Efecte leverer ITSM-løsninger til styring af virksomhedsservice, selvbetjening, identitet og adgangsgodkendelse. Efectes softwareløsning bruges i Norden bl.a. af Roskilde Kommune, SSAB, Konecranes, Patria, DNA Oy, såvel som en del finske byer og kommuner (Helsinki, Vantaa, Espoo, Tampere).
Efectes bestyrelse består af fem medlemmer. Formanden er Pertti Ervi. De øvrige medlemmer er Kari J. Mäkelä, Juha Ollila, Ismo Platan og Mikko Saari.
På Technology Fast 50-ranglisten, som publiceres af Deloitte & Touche, var Efecte blandt de hurtigst voksende finske teknologivirksomheder i 2005 (i top 10), 2006, 2007 og 2008. I 2005 var Efecte desuden den 216. hurtigst voksende teknologivirksomhed i EMEA. I 2008 fik  Efecte en niendeplads i Best Workplaces in Finland-undersøgelse, som udføres af Great Place to Work Institute.